# Valdelarco
Valdelarco è un comune spagnolo di 272 abitanti situato nella comunità autonoma dell'Andalusia.

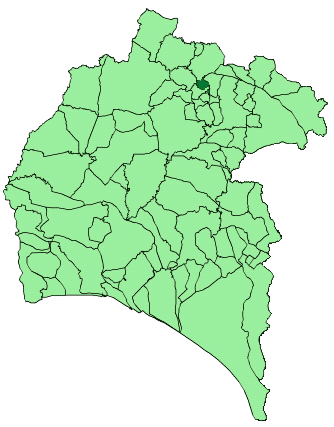
Mappa del comune nella provincia